# Albany County (Wyoming)

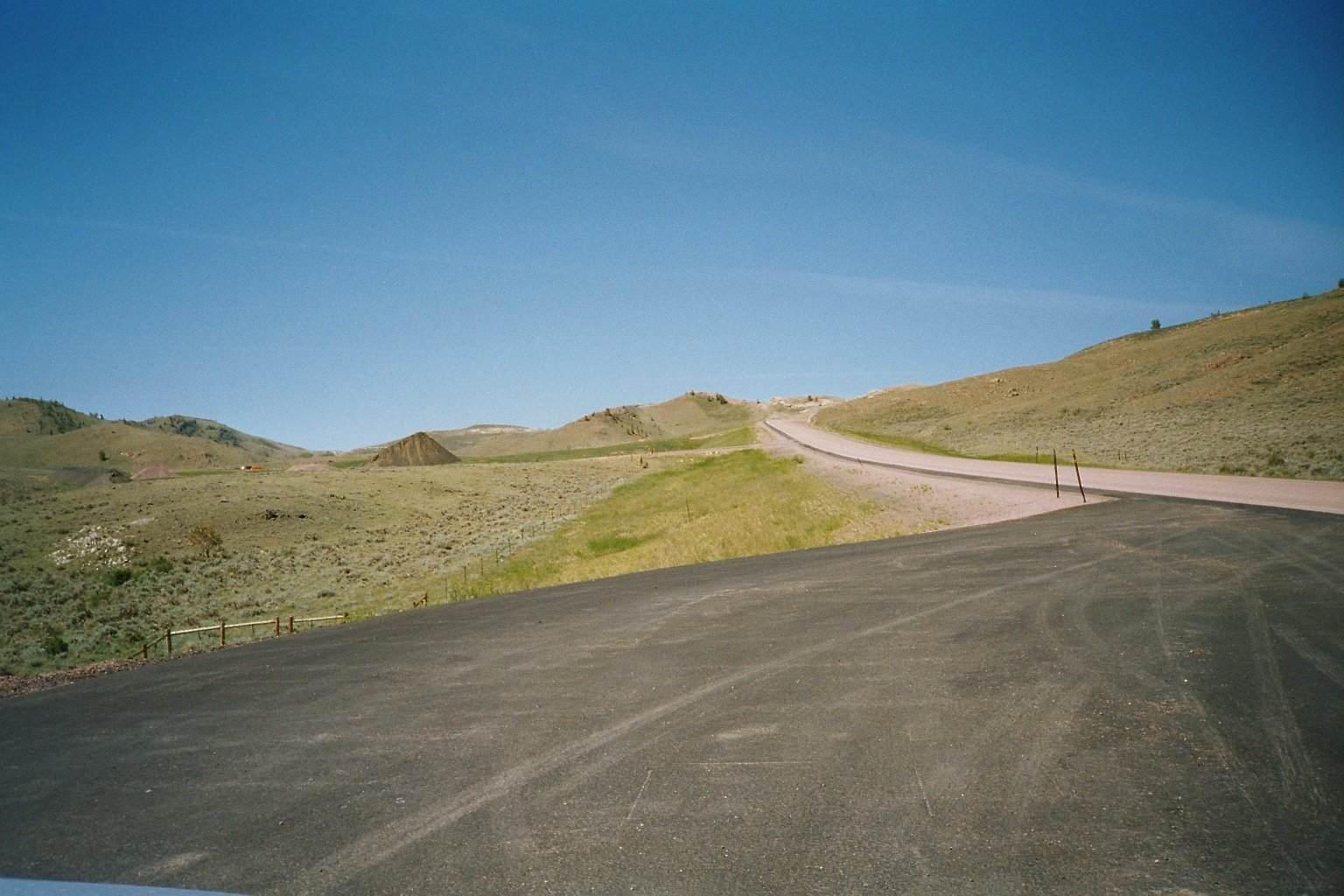
Morton Pass

Albany County is een van de 23 county's in de Amerikaanse staat Wyoming.
De county heeft een landoppervlakte van 11.066 km² en telt 32.014 inwoners (volkstelling 2000). De hoofdplaats is Laramie.

## Bevolkingsontwikkeling
Albany · Big Horn · Campbell · Carbon · Converse · Crook · Fremont · Goshen · Hot Springs · Johnson · Laramie · Lincoln · Natrona · Niobrara · Park · Platte · Sheridan · Sublette · Sweetwater · Teton · Uinta · Washakie · Weston